# 帕西拉
帕西拉是巴西伯南布哥州的一个市镇。总面积364.85平方公里，总人口29131人，人口密度79.8人/平方公里。